# Джанкой (авіабаза)
Джанкой — військова авіабаза поблизу Джанкоя (АР Крим, Україна). З 2014 року, внаслідок окупації півострова, експлуатується ВМФ Росії у складі Чорноморського флоту.

## Історія
До російської окупації Кримуу 2014 році Джанкой був українським військовим аеродромом, згодом — цивільним аеропортом. У 1995 році Джанкой був внесений до Державного реєстру цивільних аеродромів України, а у 1999 році був сертифікований, як міжнародний аеропорт, здатний приймати й випускати літаки всіх класів вдень і вночі в складних метеорологічних умовах.

## Російсько-українська війна
4 червня 2023 року, вночі, авіабаза була атакована невстановленими БПЛА.
Уранці 17 квітня 2024 року на авіабазі пролунали вибухи з вторинною детонацією і подальшою пожежею. Вторинна детонація могла свідчити про влучання в місце зберігання ракетного озброєння. З огляду на відстань від лінії фронту і потужність вибухів удару було завдано із застосуванням балістичних або крилатих ракет.